# Алейськ
Але́йськ (рос. Алейск) — місто в Російській Федерації, адміністративний центр Алейського району та Алейського міського округу Алтайського краю.
Розпорядженням Уряду РФ в 2014 році включений в число мономіст, у яких є ризики погіршення соціально-економічного становища.

## Географія
Розташований на східній околиці Приобського плато, на лівому березі річки Алей (ліва притока Обі) при впадінні річки Горьовки, в 125 км на північний захід від Барнаула на федеральній автомагістралі А322 Барнаул — Рубцовськ — кордон з Республікою Казахстан. Через місто проходить Турксіб.